# Maja Ratkje
Maja Solveig Kjelstrup Ratkje (Trondheim, 29 de diciembre de 1973) es una vocalista y compositora de música contemporánea, experimental y electrónica noruega.

## Carrera profesional
Ratkje estudió composición en la Academia Noruega de Música en Oslo bajo la tutoría de Lasse Thoresen, Olav Anton Thommessen y Asbjørn Schaathun, y obtuvo su diploma en 2000. Durante el verano de 1999, Ratkje estudió en el IRCAM y también ha estudiado individualmente con compositores. como Louis Andriessen, Sofia Gubaidulina, Ivar Frounberg, Klaus Huber, Joji Yuasa y Kaija Saariaho.
Realiza y lanza música para conciertos, grabaciones, películas, instalaciones, teatro, danza y otras actuaciones. Maja es miembro de SPUNK, un grupo de improvisación noruego, y de Agrare, un trío de actuaciones formado por el dúo de ruido Fe-mail y la bailarina sueca Lotta Melin. Colaboró con, entre otros, Jaap Blonk, Lasse Marhaug, Joëlle Léandre, Per Inge Bjørlo, Stian Westerhus, Kathy Hinde, Odd Johan Fritzøe, POING, HC Gilje, Stephen O'Malley, Ikue Mori, y Zeena Parkins.
Como solista vocal, Ratkje actuó con ensambles como Trondheim Symphony Orchestra, Norwegian Radio Orchestra, BBC Scottish Symphony Orchestra, Ensemble Intercontemporain y Klangforum Wien. En 2003 también actuó como solista en el estreno de su primera ópera No Title Performance en el Ultima Oslo Contemporary Music Festival.
La carrera de Ratkje como compositora abarca desde pequeñas obras de música de cámara hasta ópera, obras orquestales, cine, danza y música teatral. Sus obras han visto actuaciones de intérpretes, conjuntos y orquestas como Ensemble Intercontemporain, BBC Scottish Symphony Orchestra, Klangforum Wien, Oslo Sinfonietta, Kringkastingsorkestret, Arve Tellefsen, Vertavokvartetten, Frode Haltli, Marianne Beate Kielland, Engegårdkvartetten y Cikada. Ratkje fue seleccionada dos veces como compositor de perfil del Festival Other Minds con sede en San Francisco. Ratkje también fue compositora residente en los festivales Trondheim Kammermusikkfestival, Nordland Musikkfestuke, Avanti! Summer Festival y en el Huddersfield Contemporary Music Festival. Obras clave suyas son  Gagaku Variations  (acordeón, cuarteto de cuerdas), Crepuscular Hour  (3 coros, 6 músicos de ruido, órgano, electrónica), Concerto for Voice and Orchestra, Essential Extensions, Korall Koral (ópera infantil) y Sinus Seduction  (saxo, cinta).
En 2001, Ratkje fue la primera persona de nacionalidad noruega que recibió el premio de composición Arne Nordheim. También ha recibido varios premios nacionales e internacionales, incluidos dos premios Edvard Prize y el premio Rostrum Award de la UNESCO, así como un Award of Distinction con Jazkamer durante el Prix Ars Electronica por su álbum en solitario Voice en 2003.
Ratkje también se ha desempeñado como crítica musical para el semanario noruego Morgenbladet y ha publicado un libro a través de la editorial Aschehoug: Stemmer.Eksperimentell Kvinneglam (ISBN 9788203356797). Ratkje también es una defensora de los problemas ambientales y es miembro del grupo de acción climática Stopp oljesponsing av norsk kulturliv (Fin a la esponsorización petrolera de las Artes noruegas), y se abstiene de aceptar ofertas para actuaciones o encargos apoyados por la industria petrolera.
Ratkje es una gran fuente de inspiración para nuevos músicos noruegos experimentales como Natalie Sandtorv y Torgeir Standal en el dúo The Jist.
En 2020, su obra Asylos fue incluida en el álbum The Beauty That Still Remains  del Norwegian Girls 'Choir junto con el trabajo homónimo de Marcus Paus.

## Reconocimientos
- 1999:  Edvardprisen en la categoría de música contemporánea - obras menores por Waves II b[10]
- 2001: Arne Nordheims Composer Prize[11]
- 2001: 2.º lugar en la International Competition of Electroacoustic Music Russolo en Paris para compositores menores de 30 años[12]
- 2003: Ganadora de un Award of Distinction en la categoría de música digital en el Prix Ars Electronica de ese año[13]
- 2004: Edvardprisen  en la categoría abierta por No Title Performance and Sparkling Water[10]

## Selección de obras

### Obras orquestales
- Waves I (1997)
- No Title Performance and Sparkling Water, opera, estrenada en el Ultima Oslo Contemporary Music Festival (2003)
- Concerto for Voice (moods III)  (2004)
- Engebøfjellet; Where were you when they cut me down from the gallows?  «Deep brass orchestra and electric guitar», con Stephen O'Malley (2011)
- Crepuscular Hour (2012)
- ASYLOS (2013)
- Tale of Lead and Frozen Light (2014)
- Concerto for Voice (moods IIIc)  (2015)

### Obras de cámara
- Sinus Seduction (moods two)  (1997)
- River Mouth Echoes (2001)
- Gagaku Variations (2001)
- Du som fremmed (2001)
- Rondo – Bastard – Overture – Explosion (2004)
- ØX (2005)
- Ro-Uro (2007)
- Breaking the News (2010)
- Tale of Lead and Light (2011)
- Ein Häppchen noch (2011)
- Softly as I leave you (2012)
- "And sing while thou on pressed flowers dost sleep"  (2012)
- Putin's Case (2012)
- In Dialogue with Rudnik  (2014)
- Doppelgänger (2015)
- Ekkokammer 2.0 (2014–15)

### Obras para escena
- De Tenen van God (2004)
- Adventura Anatomica (2005)
- Carrying Our Ears and Eyes in Small Bags (2006)
- Høyt oppe i fjellet (2011)
- Larache (2011)
- Adventura Botanica (2013)
- Ekkokammer 2.0 (2014–15)
- Revelations (This Early Song) (2017)

### Obras multimedia y música de películas
- Das Wohltemperierte SPUNK (2001–12)
- Wintergarden (2005)
- Jazzgym (2008)
- Breathe (2008)
- Desibel (2009)
- Dancing Cranes (2010)

### Solo
- 2002: Voice (Ratkje)|Voice (Rune Grammofon)
- 2006: Stalker (Maja Ratkje album)|Stalker (Important Records)
- 2006: Adventura Anatomica (Semishigure)
- 2007: Teip (Ambolthue)
- 2008: River Mouth Echoes (Tzadik)
- 2009: Cyborgic (The Last Record Company)
- 2010: Danse Macabre (Kassettkultur)
- 2013: Janus (Erratum), con Joachim Montessuis
- 2014: In Dialogue With Eugeniusz Rudnik (Bôłt)
- 2015: Celadon (Important Records), con Jon Wesseltoft, Camille Norment, Per Gisle Galåen
- 2016: Crepuscular Hour (Rune Grammofon)
- 2019: Sult (Rune Grammofon)

### Colaboraciones
Con SPUNK
- 1999: Det Eneste Jeg Vet Er At Det Ikke Er En Støvsuger (Rune Grammofon)
- 2001: Filtered By Friends (Remix album) (Rune Grammofon)
- 2002: Den Øverste Toppen På En Blåmalt Flaggstang (Rune Grammofon)
- 2005: En Aldeles Forferdelig Sykdom (Rune Grammofon)
- 2009: Kantarell (Rune Grammofon)

Con Fe-mail
- 2003: Syklubb fra Hælvete, vinilo (TV5)
- 2004: Syklubb fra Hælvete, CD (Important Records)
- 2004: All Men Are Pigs (Fe-mail y Lasse Marhaug) (Gameboy Records)
- 2005: Voluptuous Vultures, vinilo (PsychForm Records)
- 2006: Northern Stains (Fe-mail & Carlos Giffoni) (Important Records)
- 2006: Voluptuous Vultures, CD (PsychForm Records)
- 2006: Blixter Toad (Asphodel)

Otras colaboraciones
- 2006: Banquet For King Ludwig II Of Bavaria! (del álbum The Rose Has Teeth In The Mouth Of A Beast), con Matmos
- 2011: Wach Auf! (Øra Fonogram), con Poing
- 2012: Treasure Hunt (TiConZero), con Ikue Mori, Simon Balestrazzi, Sylvie Courvoisier, Alessandro Olla
- 2013: Scrumptious Sabotage (Bocian Records), con Ikue Mori
- 2016: Drono - "Lakes" (LINE Imprint), con Derek Piotr

Compilaciones
- 2009: Solveigs Lied (TIBProd), Maskinanlegg vs. Solveig Kjelstrup[14]